# 세계 수준의 연구중심대학 육성 사업
세계 수준의 연구중심대학 육성 사업(World Class University, 약칭 WCU)은 노벨상 수상자 등 연구역량이 탁월한 해외학자를 대한민국의 대학에 유치하여 대학의 교육 및 연구력을 강화하고, 미래 국가 발전 핵심 분야의 연구를 촉진하고 인력을 양성하고자 교육과학기술부의 주도로 도입된 사업이다. 2008년 32개 대학 130개 사업단이 선정되어 이 과제를 수행하고 있다.

## 사업개요 및 추진
WCU는 대한민국 정부에서 마련한 교육부문의 국가발전 사업으로, 연구역량이 높은 해외학자를 국내로 초빙하여 대학의 연구 풍토를 조성하며, 국가 발전을 견인할 수 있는 사업분야를 선정 후 일정기간 동안 국가에서 지원을 해 주는 사업이다.
5년간 8250억원이 투입되는 규모로 편성되었으며, 2009년 사업의 경우 3개 유형으로 나누어, 284명의 석학을 유치하기 위한 사업이 추진되었었다.
2009년도 사업에는 32개 대학에서 130개 사업과제를 받아 참가 하였으며,
이 사업으로 로거 콘버그 노벨 화학상 수상자, 앤드루 파이어 노벨 생리학·의학상 수상자등의 세계 석학이 국내로 초청되어 강의 및 연구활동을 펼치고 있다.

## 비판
WCU 사업은 국외의 석학들을 국내로 초청하여 국내학문의 수준을 향상시키기 위한 사업으로 시작되었으나, 일부 사업단에서 기대이하의 수준을 가진 석학을 초청하거나 최소 국내 체류기간을 지키지 않는 등 규정미달 사례가 발생하면서 실효성에 대한 논란이 증폭되었다. 결국 2009년 국감에서 WCU사업 예산을 삭감하라는 안건이 제시되었다.

## 같이 보기
- BK21
- NURI사업